# Afif
Afif es una localidad de Arabia Saudita, en la región de Riad.

## Demografía
Según estimación 2010 contaba con 46452 habitantes.
- Datos: Q27139

1. 1 2  Word Gazetteer. (enlace roto disponible en Internet Archive; véase el historial, la primera versión y la última).